# Rhododendron arboreum
Rhododendron arboreum, también denominado burans o laligurans o simplemente gurans (en nepalí: गुराँस) en Nepal, es un arbusto siempreverde o árbol pequeño con una fronda florida de flores rojo brillante. Es propio de Bután, China, India, Myanmar, Nepal, Sri Lanka, Pakistán y Tailandia. Rhododendron arboreum es la flor nacional de Nepal; en India es el árbol del estado de Uttarakhand y la flor del estado de Nagaland.

## Descripción
Su nombre significa "tiende a ser leñoso o crece en forma de árbol". Puede llegar a alcanzar 20 m de alto, aunque por lo general mide unos 12 m de alto y su fronda mide unos 12 m de diámetro. Esta planta tiene el récord Guinness de ser el mayor de los rododendros. El árbol fue descubierto en 1993 en el monte Japfu en el distrito de Kohima, Nagaland, India.
A principios y mediados de la primavera, produce ramos de 15-20 flores en forma de campana, de 5 cm de ancho y 3 a 5 cm de largo en rojo, rosa o blanco. Tienen bolsas de néctar negro y manchas negras en el interior.

## Variantes

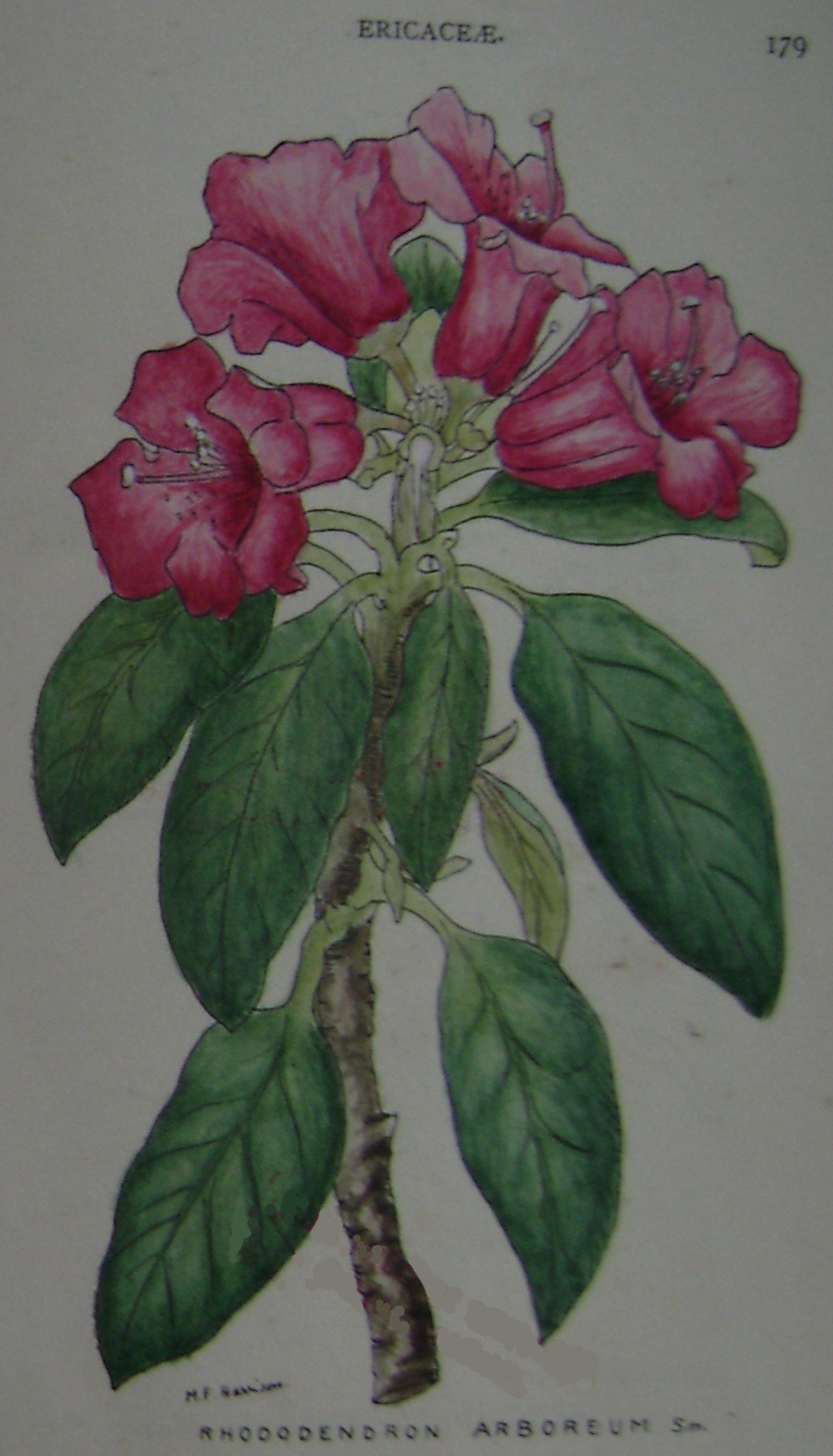
Rhododendron arboreum de Fyson

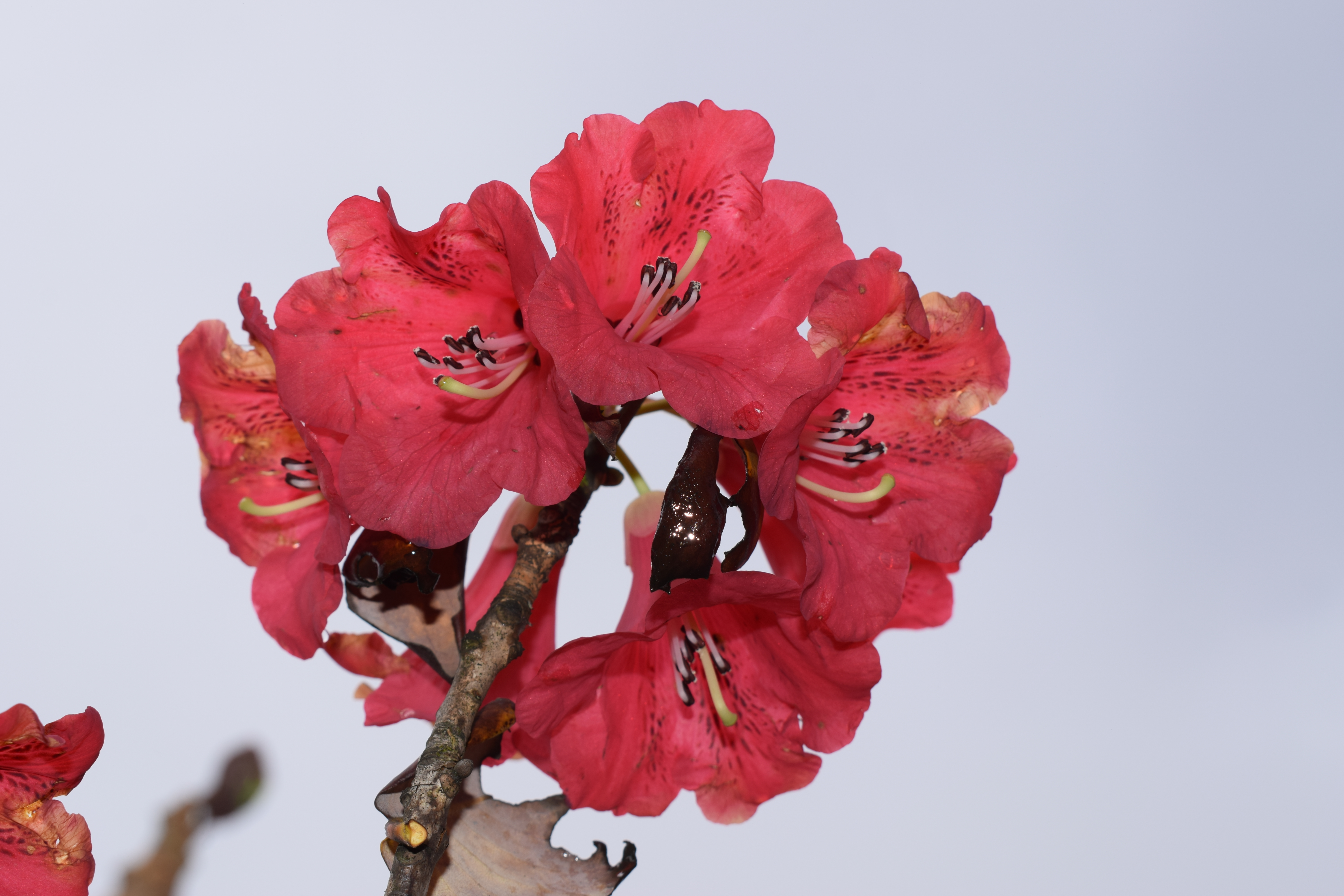
Flor de Rododendron arboreum del valle de Yumthang Valley en North Sikkim, India

- Rhododendron arboreum subsp. cinnamomeum tiene hojas con pelos de color canela debajo.
- Flor de Rododendron arboreum del valle de Yumthang Valley en North Sikkim, IndiaRhododendron arboreum subsp. zeylanicum subespecie rara de las tierras altas de Sri Lanka, su nombre hace mención a Zeilan, la denominación que los mercaderes árabes le daban a Sri Lanka.
- Rhododendron arboreum subsp. cinnamomeum var. album tiene flores blancas con pequeñas manchas rojo sangre en la superficie interna de los pétalos.
- Rhododendron arboreum subsp. delavayi tiene flores rojas.
- Rhododendron arboreum Sm. subsp. nilagiricum (Zenker) Tagg propio de Tamil Nadu, India.[5]

## Propiedades medicinales
El rododendro se usa tradicionalmente en Nepal como remedio para muchas enfermedades. Se ha informado que los ácidos fenólicos obtenidos de sus hojas y ramitas tienen actividades antiinflamatorias, antinociceptivas, y también sus hojas y flores se utilizan para tratar enfermedades, dolor de cabeza, diabetes, reumatismo, etc.
Su flor contiene compuestos fenólicos, quercetina, rutina, ácido cumarico, saponinas, xantoproteínas, esteroides, taninos
Sus hojas contienen ericolina, ácido ursólico, α-amirina, epifriedelinol, campanulina, quercetina, hiperósido, glucósidos flavonoides, flavonoides, fenoles, epicatequina, catequinas, antocianidinas. Los flavonoides están presentes en las hojas
La corteza presenta alcaloides, esteroides, terpenoides, taninos, saponinas y azúcares reductores; es rica en taraxerol, ácido betulínico, ácido ursólico